# Dolo eventual
Segundo o Código Penal Brasileiro, o dolo eventual ocorre quando alguém assume o risco de produzir um resultado proibido pela lei penal. Para assumir o risco, o agente deve necessariamente prever o resultado, bem como deve ser indiferente sobre a possibilidade dessa previsão vir a ocorrer. Portanto, não basta que o agente imagine que o fato possa acontecer, mas é necessário que para ele seja indiferente se o resultado ocorrer.
A diferença da culpa consciente está no fato de nesta última o agente sinceramente acredita que a previsão não acontecerá.
O criminalista Reinhard Von Frank tem uma famosa frase que conceitua o dolo eventual, qual seja, "seja como for, dê no que der, aconteça o que aconteça, em qualquer hipótese não deixarei de agir".